# Weinmannia integrifolia
Weinmannia integrifolia är en tvåhjärtbladig växtart som beskrevs av Edward Bradford. Weinmannia integrifolia ingår i släktet Weinmannia och familjen Cunoniaceae. Inga underarter finns listade i Catalogue of Life.